# Chris Bristow
Christopher William Bristow (Lambeth, 1937. december 2. – Liège, 1960. június 19.) brit autóversenyző. A Formula–1-ben 1959-től 1960-ig indult.

## Karrierje
1937. december 2-án egy londoni garázstulajdonos fiaként született. Őt tartották a brit klubversenyzés „vademberének”, aki a legtöbb alacsonyabb kategóriájú versenyén kicsúszott, vagy ütközött, de ha célba ért, jó helyezései voltak. 19 évesen jutott először komoly lehetőséghez autózás terén. Egy MG Specialt vezetett a brit pályákon, de neve nemzetközi körökben is ismertebbé vált, amikor 1959. május 18-át követően, a London Trophy után nem sokkal Ken Gregory, a British Racing Partnership vezetője megismerte a srácot. A csapatfőnök szerint aktuális F2-es versenyzője, George Wicken már nem tudta a legtöbbet kihozni a BRP Cooper-ből, így új versenyző után kívánt nézni, és épp kapóra jött a vehemens Bristow.
A Crystal Palace-ban rendezett esemény után tesztlehetőséget is biztosított neki Brands Hatch-ben egy Cooper Boogwarddal, mely olyan jól sikerült, ami akár egy, a következő szezonra szóló szerződés lehetőségét is felvetette. Első versenyét Reimsben futotta, ahol kiesett, viszont a hetedik Roueni Nagydíjon Maurice Trintignant-ttal küzdve az ötödik helyen ért célba, amivel még elégedettebbé tette csapatát. A következő héten pedig el is jött a csúcspont. Bristow a Formula–1-es Brit nagydíjon kapott lehetőséget a csapattól, és öt körös hátránnyal a 10. helyen végzett. A második futamára majdnem egy évet kellett várnia, de alacsonyabb kategóriájú versenyeken továbbra is bőszen kormányozta a Cooper-t.
A charade-i Trophée d’Auvergne-en a győzelemért harcolt, de ismét a technika áldozatává vált. A hétvége szomorú tragédiája volt csapattársának, Ivor Buebnek a halála, amire Gregory így emlékezett: „Ivor Bueb balesete és halála szörnyű hatással volt a fiatal Bristowra, akit addig nem érintettek a motorsport tragédiái és a történtek majdnem elundorították a versenyzéstől. Bristow gondolkozott, hogy elinduljon-e a következő brands-i versenyen, de meggyőzte magát a részvételről és jól tette: a több részre bontott megmérettetés összetett legjobbjának bizonyult, olyan nevek előtt, mint Roy Salvadori, vagy az 1959-es év Formula–1-es világbajnoka, Jack Brabham. Az oulton park-i International World Cup-on Moss-tól és Brabhamtől alig két másodperccel lemaradva a harmadik helyen futott be, végképp bebizonyítva, hogy a klasszisok közé tartozik.
Az 1960-as Monacói nagydíjon ülhetett ismét Formula–1-es autó volánja mögé hivatalos versenyen, és tovább folytatva remek sorozatát, a harmadik helyre kvalifikált. Ken Gregory viszont tartott Bristow tapasztalatlanságától, így Tony Brooks-ot helyezte elé az első sorban. Chris a negyedik pozícióból indulhatott, de futam azonban nem alakult olyan jól, mint az időmérő, és erőátviteli hiba miatt a 19. körben a pálya szélére kényszerült. A Holland nagydíjon még eddig sem jutott, a kvalifikációs hetedik pozíció után 9 fordulót tudott csak megtenni, amíg motorhiba miatt fel nem adta a küzdelmet. Bristow kilencedik lett a spái időmérőn. A futam első húsz körében Bristow hozta a szokásosat, agresszív és kissé zavarodott versenyzéssel üldözte az előtte haladókat, a 20. körben pedig von Tripset és Willy Mairesse-t próbálta megelőzni a hatodik helyért. Azon a helyen elhaladva, ahol korábban Moss ütötte ki magát három versenyre, a Yeoman Credit Racing Coopere kivágódott a pályáról és az aszfaltot szegélyező, több mint egy méteres töltésnek ütközött. Az almazöld autó vad forgásba kezdett, a kezdetleges biztonsággal rendelkező konstrukcióban Bristownak pedig esélye sem volt a túlélésre, miután a drótkerítés szabályosan lefejezte a 22 éves brit pilótát. A közönség és a versenyzőtársak szinte még fel sem ocsúdtak a tragédiából, amikor öt körrel később egy másik brit pilóta ugyanabban a kanyarban csúszott ki és szenvedett végzetes sérüléseket, Alan Stacey tragédiáját egy sisakjának csapódó madár okozta.

## Eredményei

### Teljes Formula–1-es eredménylistája
(Táblázat értelmezése)

(Félkövér: pole-pozícióból indult; dőlt: leggyorsabb kört futott) 

| Év   | Csapat                     | 1   | 2      | 3   | 4      | 5      | 6   | 7   | 8   | 9   | 10  | Helyezés | Pont |
| ---- | -------------------------- | --- | ------ | --- | ------ | ------ | --- | --- | --- | --- | --- | -------- | ---- |
| 1959 | British Racing Partnership | MON | IND    | NED | FRA    | GBR 10 | GER | POR | ITA | USA |     | NC       | 0    |
| 1960 | Yeoman Credit Racing Team  | ARG | MON Ki | IND | NED Ki | BEL Ki | FRA | GBR | POR | ITA | USA | NC       | 0    |